# Ualabi boscà de Macleay
El ualabi boscà de Macleay (Dorcopsulus macleayi) és una espècie de marsupial de la família dels macropòdids. És endèmic de Papua Nova Guinea. El seu hàbitat natural són els boscos secs tropicals o subtropicals i es troba amenaçat per la pèrdua d'hàbitat.